# Kateryna Schepilenko
Kateryna Schepilenko (ukrainisch Катерина Шепіленко, englisch Kateryna Shepilenko; * 12. November 2002) ist eine ukrainische Skirennläuferin.

## Biographie
Schepilenko gab ihr internationales Renndebüt am 12. November 2018 bei einem FIS-Riesenslalom in Sulden. Ihr erstes internationales Großereignis bestritt sie im Januar 2020 bei den Olympischen Jugend-Winterspielen in Lausanne, wobei sie mit Rang 31 in der Alpinen Kombination ihr bestes Ergebnis erzielte. Bis zu diesem Zeitpunkt war sie hauptsächlich bei FIS- und Citizenrennen in Italien an den Start gegangen.
2021 nahm Schepilenko erstmals an Alpinen Skiweltmeisterschaften teil. Bei den Wettkämpfen in Cortina d’Ampezzo schied sie jedoch sowohl im Riesenslalom als auch im Slalom aus.
Nach dem russischen Überfalls auf die Ukraine flüchtete Schepilenko gemeinsam mit ihrer Mutter Julija und Schwester Anastassija über Polen ins Kaunertal, wo sie seitdem lebt und trainiert.

## Erfolge

### Weltmeisterschaften
- Cortina d’Ampezzo 2021: DNF Riesenslalom, DNF Slalom

### Juniorenweltmeisterschaften
- Narvik 2020: 30. Alpine Kombination, 34. Super-G, 65. Riesenslalom
- Bansko 2021: 32. Super-G, DNF Riesenslalom, DNF Slalom

### Winter World University Games
- Lake Placid 2023: 24. Alpine Kombination, 29. Super-G, DNF Riesenslalom

### Olympische Jugend-Winterspiele
- Lausanne 2020: 31. Alpine Kombination, 44. Super-G, DNF Slalom, DSQ Riesenslalom

### Weitere Erfolge
- Bronze bei den ukrainischen Meisterschaften im Riesenslalom (2022)
- Bronze bei den ukrainischen Meisterschaften im Slalom (2023)